# Большая Салажи
Большая Салажи — река в России, протекает по Башкортостану. Устье реки находится в 13 км по правому берегу реки Кана. Длина реки — 19 км.
Берёт начало из родника в лесном массиве, южнее деревни Новоусманово.

## Данные водного реестра
По данным государственного водного реестра России относится к Камскому бассейновому округу, водохозяйственный участок реки — Белая от водомерного поста Арский Камень до Юмагузинского гидроузла, речной подбассейн реки — Белая. Речной бассейн реки — Кама.